# MBT-95
MBT-95 (сокр. от main battle tank for the ’95, с англ. — «основной боевой танк 1995 года», а также Future Tank Project, с англ. — «проект танка будущего») — проект британского основного боевого танка (ОБТ) четвёртого поколения, создававшегося на конкурсной основе для замены в бронетанковых частях ОБТ FV 4201 Chieftain и уже поступившего к тому времени на вооружение войск FV4030/4 Challenger. Частичную замену парка устаревшей бронетехники с постановкой в строй новых машин предполагалось осуществить до 1995 г., отсюда и название проекта. По предварительным расчётам, боевая масса танка должна была находиться в пределах 40—45 тонн, таким образом, новый танк должен был быть существенно более лёгким, нежели 60-тонный «Челленджер». Программа научно-исследовательских и опытно-конструкторских работ осуществлялась по заказу Министерства обороны Великобритании в 1982—1986 гг. Сведения об изготовлении опытных прототипов и проведении заводских или полевых испытаний танка отсутствуют, проектные работы не вышли за пределы изготовления нескольких макетов в натуральную величину.

## Задействованные структуры
В работе над проектом MBT-95 в качестве самостоятельных подрядчиков, с каждым из которых был заключён предварительный контракт на разработку аванпроекта и подготовку проектной документации на сумму £100 тыс. (итого £400 тыс.), были задействованы следующие предприятия:
Частный сектор
- Alvis Car and Engineering Company Ltd;
- GKN Sankey Ltd;
- Vickers Defence Systems Ltd;

Государственный сектор
- Royal Ordnance Factory (ROF) Leeds.

Помимо указанных национальных подрядчиков проектно-конструкторских работ, рассматривались также возможности организации международного сотрудничества (прежде всего с западногерманскими предприятиями), однако, достигнуть конкретных договорённостей не удалось.

## Тактико-техническое задание
Перед участниками конкурса было поставлено тактико-техническое задание (ТТЗ) на разработку танка нового поколения, которое задавало следующие основные направления работ, приоритетные с точки зрения командования Армии Великобритании:
- Огневая мощь;
- Бронезащита и живучесть;
- Подвижность.

Предполагаемыми путями решения вопроса обеспечения достаточной огневой мощи танка были установка на него 120-мм нарезной танковой пушки и противотанковых управляемых ракет, обеспечивавших гарантированное поражение бронеобъектов противника при высокой вероятности попадания по цели с расстояния 2000 м в обороне. Бронирование, динамическая и активная защита должны были обеспечивать высокую живучесть танка в условиях применения противником любых известных противотанковых средств, но не в ущерб его подвижности, которая увеличивалась пропорционально снижению боевой массы танка.

## Компоновочная схема
Рассматривались и прорабатывались все возможные варианты компоновочной схемы, конфигурации бортового вооружения, типа и расположения орудия, количества и размещения членов экипажа:
- Башня — машины башенной и безбашенной компоновки;
- Вооружение — машины с традиционным размещением башенного орудия; с башенным орудием, зафиксированным в неподвижном состоянии в качающейся башне; с бортовым орудием, вмонтированным в корпус и наводящимся на цель посредством поворота корпуса в горизонтальной и вертикальной плоскости; с внешним расположением орудия;
- Экипаж — машины с боевым отделением для двух, трёх и четырёх членов экипажа.

Наиболее вероятными, с точки зрения их реализации по состоянию на 1983 г., представлялись проекты танка с необитаемой башней или безбашенного с внешнерасположенным орудием и мини-турелью или командирской башенкой у основания орудийной платформы, оснащённые автоматом заряжания и, соответственно, обслуживаемые экипажем не превышающим трёх человек (за отсутствием заряжающего).

## Ход проекта
В июне 1982 г. в британских средствах массовой информации появились первые комментарии относительно новой государственной программы танкостроения, тогда же было сообщено о наименовании нового проекта основного боевого танка — MBT-90, — то есть, завершить войсковые испытания, осуществить постановку образца на вооружение и наладить серийное производство танка предполагалось к 1990 г. Конкретной даты защиты проектов озвучено не было, предполагалось что проекты всех участников конкурса будут рассмотрены до 1984 г. В 1983 г. проект получил новый индекс — MBT-95, что в свою очередь означало, что сроки реализации планов перевооружения бронетанковых частей откладываются как минимум на пять лет, при этом 1995 год был намечен как дата начала серийного производства, а не окончания перевооружения бронетанковых частей.

## Варианты исполнения
В сентябре 1986 г. Королевским научно-производственным объединением вооружений (RARDE) были представлены следующие варианты исполнения MBT-95 в виде габаритных макетов, каждый из которых был оснащён определёнными вооружениями, имел прикрытый броневым экраном гусеничный движитель с регулируемым натяжением гусениц, направляющим колесом с кривошипным механизмом натяжения гусеницы, шестью опорными катками и ведущим колесом с каждого борта, перископические оптико-электронные приборы наблюдения и управления огнём водителя и командира, двенадцатиствольный гранатомёт для отстрела дымовых гранат (постановщик дымовых завес):
- Concept B (основной боевой танк) — с внешнерасположенным 120-мм танковым орудием L11, сбалансированным при помощи утяжелителей закреплённых к казённой части;
- Concept C (истребитель танков) — с вращающейся в обеих плоскостях турелью, смонтированной в кормовой части корпуса, оснащённой 7,62-мм пулемётом с двухсторонним непрерывным ленточным питанием и противотанковым ракетным комплексом с восемью ПТУР, расположенными в двух контейнерах по четыре ракеты с каждой стороны от оси ствола.